# Marcella Pattyn
Marcella Pattyn   (Mbanza-Ngungu, 18 d'agost de 1920 - Kortrijk, 14 d'abril de 2013) és considerada tradicionalment la darrera beguina.

## Biografia
Nascuda al Congo belga l'any 1920, Marcella Pattyn va voler unir-se a un orde missioner des de ben petita. Tanmateix, va ser rebutjada per diverses ordres perquè estava gairebé cega. Va ser acceptada al beguinatge d'Elisabet d'Hongria a Sint-Amandsberg, Gant el 1941. Tenia talent musical i tocava l'orgue, el banjo i l'acordió.
Es va traslladar al beguinatge de Santa Elisabet a Kortrijk el 1960, on es va convertir en una d'una comunitat on sumaven nou beguines. Va ser l'última a unir-se a aquesta comunitat.
En el seu 91è aniversari, com que ja se sabia que era l'última beguina, l'alcalde de Kortrijk i exministre de Justícia de Bèlgica, Stefan De Clerck va dir: "Ets una peça del patrimoni mundial. Encara no pots marxar!".
Va morir el 14 d'abril de 2013 a l'edat de 92 anys i va ser enterrada al cementiri de Sant Joan de Kortrijk el 19 d'abril de 2013, a la volta de les beguines.